# Pidonia koreana
Pidonia koreana là một loài bọ cánh cứng trong họ Cerambycidae.